# Kogaravalli, Sakleshpur
Kogaravalli là một làng thuộc tehsil Sakleshpur, huyện Hassan, bang Karnataka, Ấn Độ.